# Orsolina Lehner Bundi

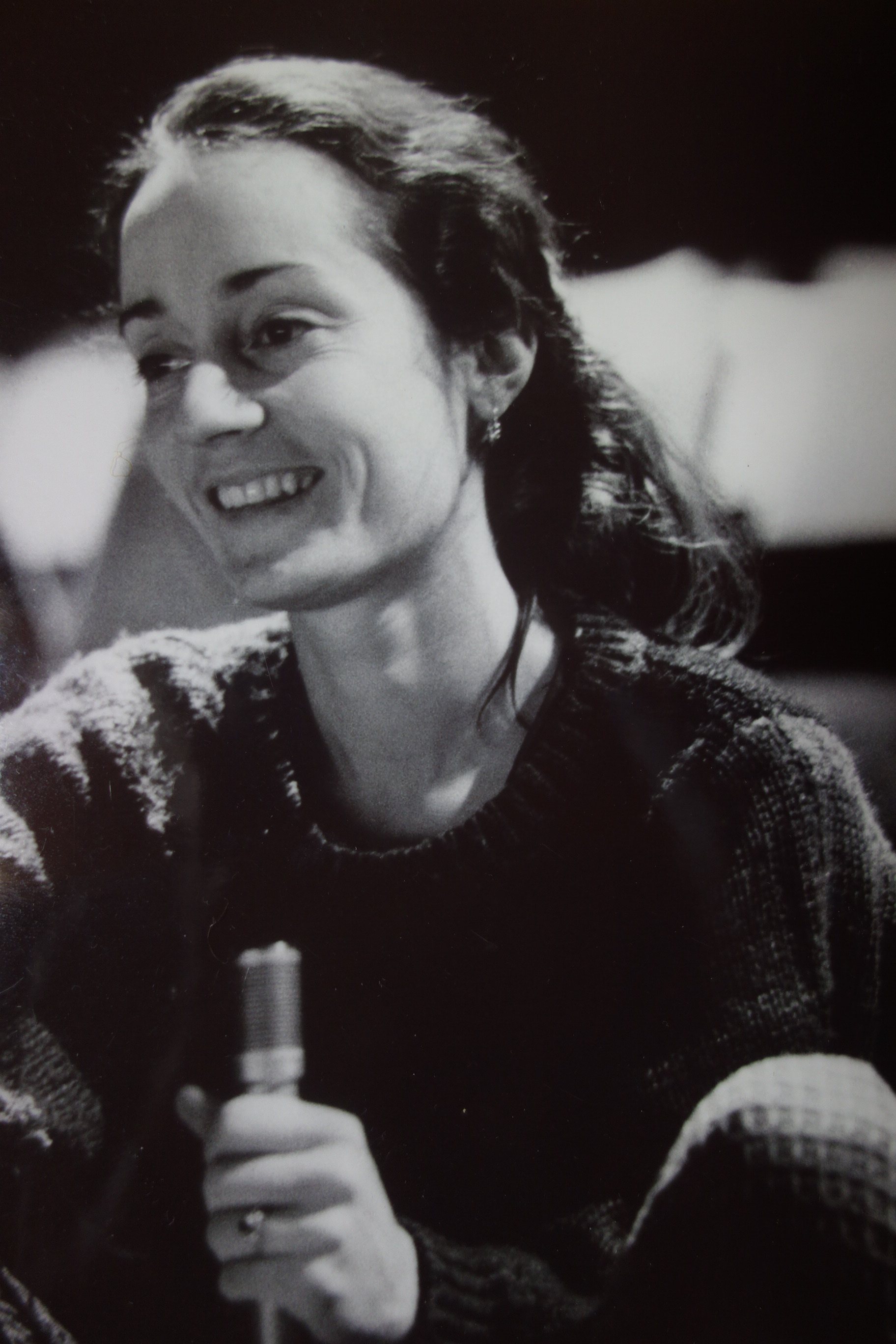
Regie an der HdK Berlin

Orsolina Lehner Bundi (Ursula Lehner) (* 20. September 1955 in Luzern) ist eine Schweizer Schauspielerin, Regisseurin und Autorin.

## Leben
Nach der Ausbildung am LehrerInnenseminar und zwei Jahren Lehrtätigkeit, besuchte sie die Schauspiel-Akademie Zürich (heute Hochschule der Künste). Dort wurde ihre Ausbildung zur Schauspielerin und Theaterpädagogin vor allem durch die Lehrpersonen Louis Naef, Hans Wolfgang Nickel, Ingold Wildenauer, Lilo Elias und Serena Wey inspiriert und geprägt.
1981 bis 1986 arbeitete Lehner als Schauspielerin in Berlin. An der Freien Volksbühne Berlin, bei der Theatermanufaktur am Halleschen Ufer und am TransformTheater spielte sie vor allem in politisch engagierten Theaterproduktionen. Sie hatte tragende Rollen: Isabella in Die Rundköpfe und die Spitzköpfe (B. Brecht); Salome in Nestroys Der Talisman (inszeniert von Otto Zonschitz), Anne Frank in der Bühnenadaption von Rudolf Noelte sowie die «Molly» im Ulysses Projekt von Henryk Baranowski. Die Produktionen wurden auf Tourneen in ganz Deutschland gespielt.
Gleichzeitig bildete Lehner sich an der Hochschule der Künste in Interaktionstraining und Psychodrama weiter. Die Stabkunst und Tai Chi lernte sie bei Yoshi Oida (Peter Brook). Später unterrichtete sie als Gastdozentin an der HdK Berlin im Bereich Rollenspiel und Improvisation (verantwortlich H. W. Nickel). Es entstanden Produktionen, die einen aktuellen Bezug zum politischen Leben hatten.

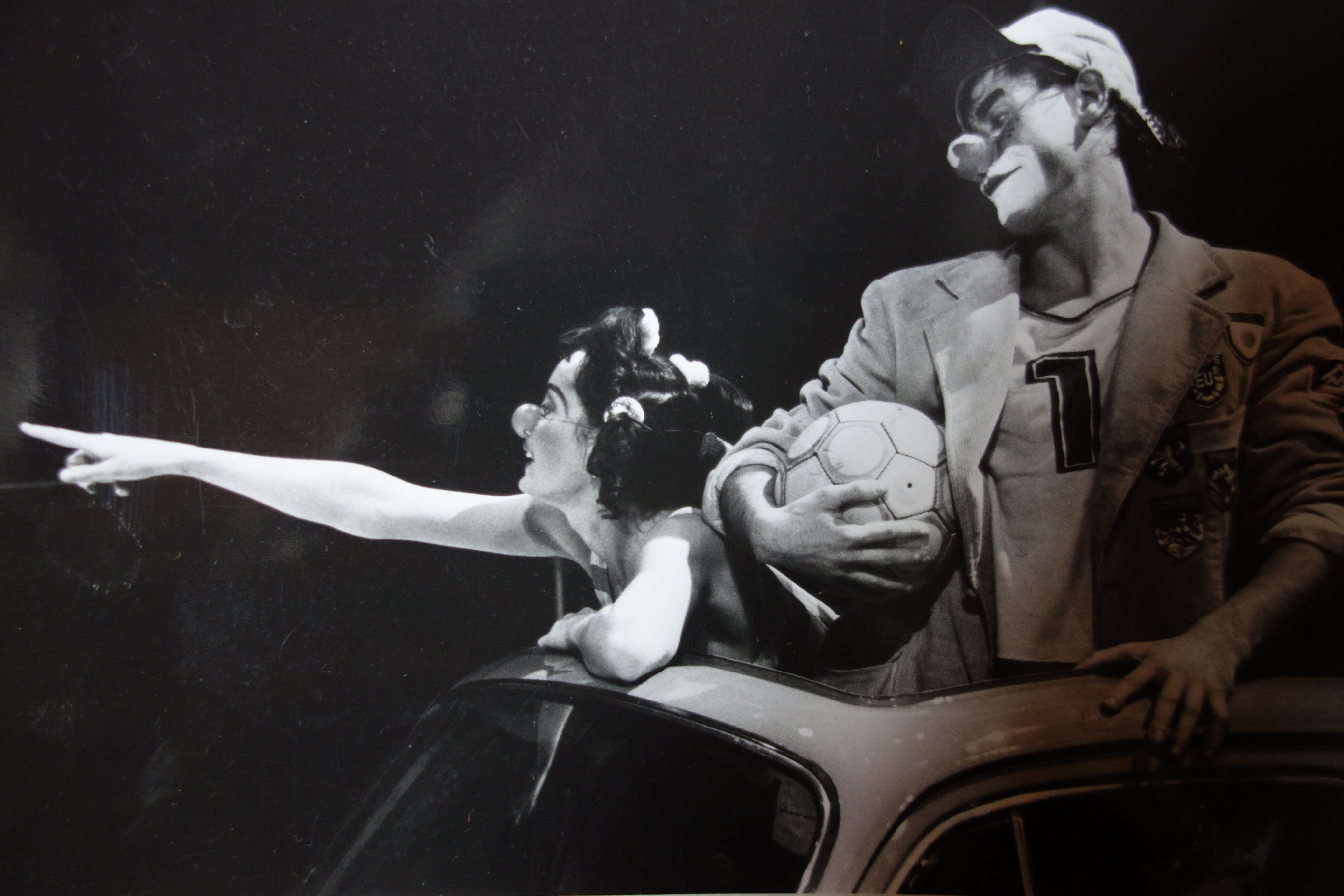
Ausflug mit Clowns

1986 kehrte sie in die Schweiz zurück, um an der damaligen Schauspielakademie Zürich (SAZ) eine Lehrtätigkeit aufzunehmen. In Zusammenarbeit mit Felix Rellstab, dem damaligen Direktor der SAZ, und mit Henrique Köng gründete sie das Kinder- und Jugendtheater Zürich (Kjtz) und führte es in Co-Leitung mit Henrique Köng. In einem siebenköpfigen Ensemble entstanden zahlreiche Mitspielproduktionen für Kinder und Theaterproduktionen für die ganze Familie, die in Schulen sowie öffentlichen Theatern gezeigt und die als Gastspiele eingeladen wurden: Ausflug mit Clows (F. K. Waechter), Krakepuku (Mitspielproduktion für Schulklassen), Windelwind, Käthi B., Komm Sophie, Tschingg u. a. Das Kjtz (später «Theater an der Sihl») bekam neben der Schauspielakademie in eigenen Räumen eine Spielstätte und wurde von Stadt Zürich und Kanton Zürich subventioniert.
1988 gründete Orsolina Lehner mit Hanspeter Bundi eine Familie, zu der auch drei Kinder gehören.
Ab 1991 arbeitete sie als freie Theaterschaffende für verschiedene Institutionen:
- Radio und Fernsehen SRF (Übersetzerin, Sprecherin)
- IKM-Institut für Konfliktmanagement von Allen Guggenbühl (Kursleiterin)
- Suchtpräventionsstelle Zürich (Kursleiterin)
- Film: «Grenzgänge»[4][4] von Edwin Beeler und Louis Naef (Schauspielerin)
- Bühne: Vom Elend in den Chefetagen von Beat Sterchi am Berner Ensemble (Schauspielerin)
- Bühne: Die 12 Geschworenen in Luzern (Dramaturgie und Regie)
- Bühne: Amaralda am Theater Bösiger-Frauchiger in Bern (Text und Regie)
- Fachausschuss für Theater und Tanz in Basel (Mitglied der Jury).

Weil es ihr zunehmend aufwendiger wurde, Theaterleben und Familienleben miteinander zu vereinbaren, wandte sich Lehner Bundi ihren Interessen aus der Kindheit zu und begann eine grundmedizinische Ausbildung. Auch der frühe Tod ihrer Mutter beeinflusste ihren weiteren Weg. Sie arbeitete mit von Alzheimer oder Parkinson betroffenen Menschen. Ihre Theatererfahrung und die medizinisch orientierte Ausbildung halfen ihr, im Haus «Serena» den letzten Lebensabschnitt dieser Menschen mit Humor und Fachwissen zu begleiten. 2006 schloss sie ihre Ausbildung an der Schule für Craniosacrale Osteopathie von Rudolf Merkel in Zürich ab. 2012 erwarb sie das eidgenössische Diplom als Komplementärtherapeutin. Seit 2006 arbeitet sie in eigener Praxis und seit 2013 im Sollievo.net, dem Interdisziplinären Zentrum für psychische Gesundheit in Bern.
Lehner Bundi ist Mitglied des Zen-Peacemaker-Ordens, der 1996 von Roshi Bernie Glassmann (Linie White Plum Asanga) in New York ins Leben gerufen wurde. Sie engagiert sich im Projekt «Beim Namen nennen» zur Erinnerung an Menschen, die auf ihrer Flucht nach Europa ums Leben gekommen sind. Das Projekt wird von der Offenen Kirche Bern in Kooperation mit UNITED for Intercultural Action getragen und ist in zahlreichen Städten in der Schweiz, Deutschlands, Hollands, Italiens und Frankreichs präsent.